# Takīs Antōniou
Takīs Antōniou (in greco: Τάκης Αντωνίου; Nicosia, 15 ottobre 1953) è un ex calciatore cipriota, di ruolo attaccante.

## Carriera
Ha disputato due incontri per la nazionale cipriota, entrambi nel 1980, segnando anche un gol.